# Seznam rybníků v Libereckém kraji

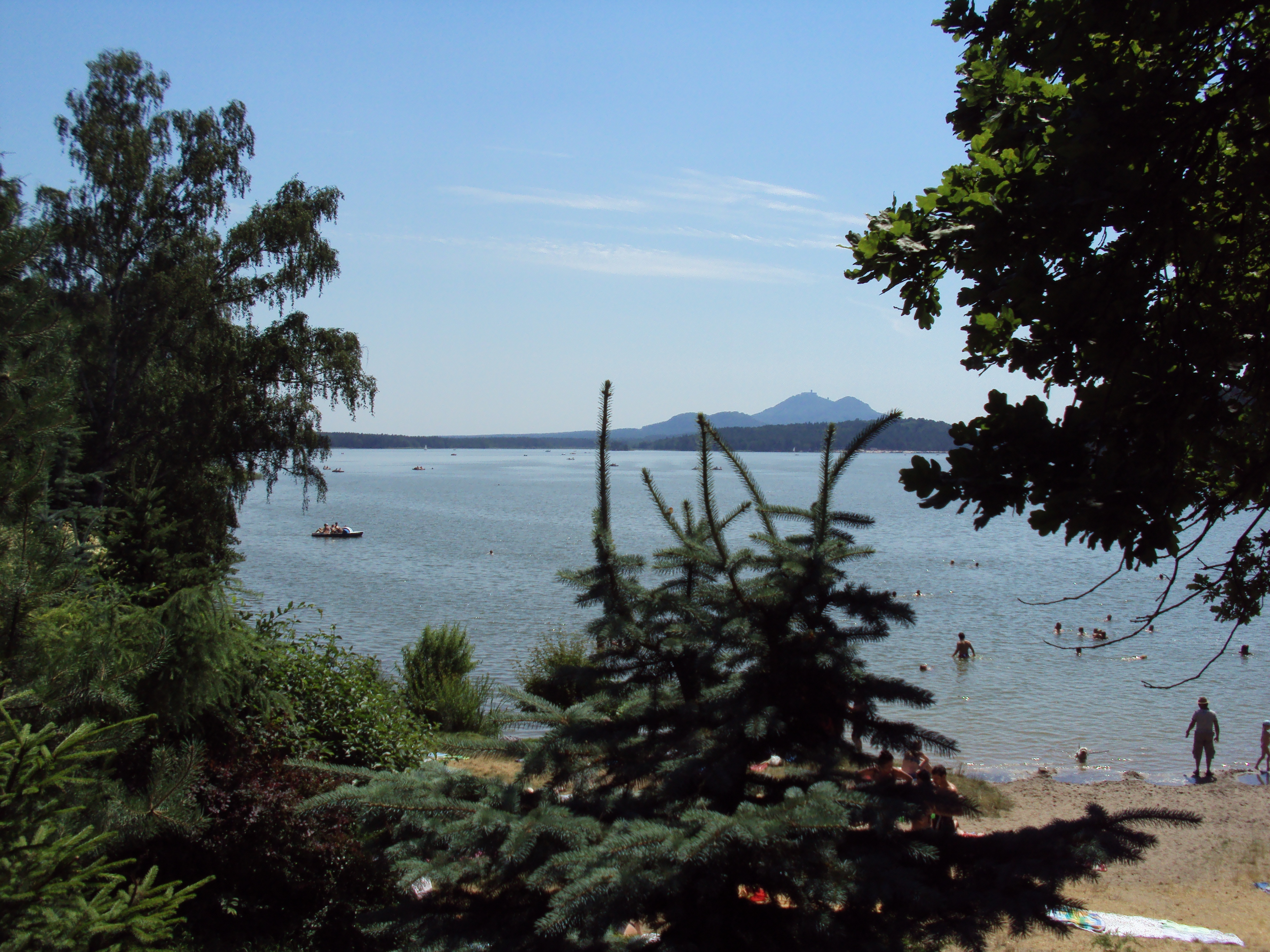
Máchovo jezero ze západního břehu

Rybníky v Libereckém kraji jsou od středověku součástí krajiny, životního prostředí severních Čech. 
Hlavním účelem jejich zřizování byl chov ryb. Později byly využity i k rekreaci, sportu, regulaci povodňových srážek, mnohé z nich jsou přírodní rezervace. Mnohé z rybníků získaly dva i více českých a německých jmen.

## Rybníky
K rozmachu rybníkářství došlo na území severních Čech, především na Českolipsku v 15. století. Jihovýchodně od České Lípy založili tehdejší feudálové v čele s králem Karlem IV. celé rybniční soustavy navzájem propojené potoky a kanály, např. dodnes existující Holanské rybníky. Největším vodním dílem tohoto druhu byl Velký rybník, přejmenovaný později na Máchovo jezero. Řada menších rybníků časem z různých důvodů zanikla, další byly či jsou využity nejen pro hospodářský chov ryb, k sportovnímu rybaření, vodním sportům, koupání, převedeny do systému chráněných území přírodních rezervací. Jeden z větších rybníků (Sedlištský) byl založen v druhé polovině 20. století jako odkaliště tekutých odpadů vzniklých těžbou uranových rud. 
Seznam největších rybníků v kraji (uvedeny s dnešní plochou 7 a více ha):
První údaj je podle knižního zdroje (viz dole – literatura), druhý v závorce podle webu Libereckého kraje (viz externí zdroje).

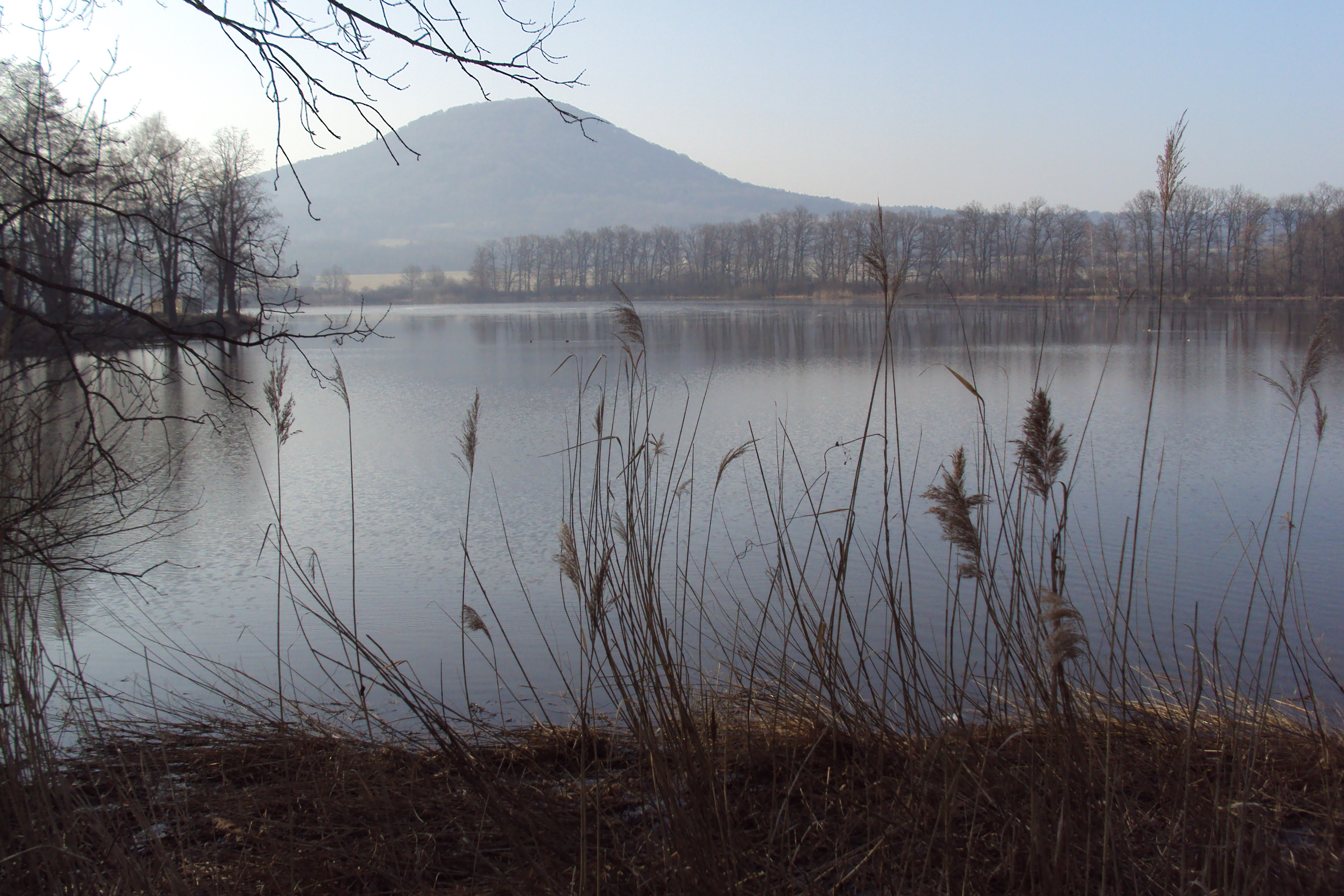
Dolanský rybník

### Okres Česká Lípa
- Máchovo jezero – 284 ha (263 ha)
- Břehyňský rybník – 90 ha (80 ha)
- Sedlištský rybník – (65 ha)
- Hamerský rybník – 50 ha (48 ha)
- Dolanský rybník – 44 ha (48 ha)
- Horecký rybník – 42 ha
- Novozámecký rybník – 38 ha (55 ha)
- Heřmanický rybník – 17 ha (23 ha)
- Milčanský rybník či Velká Nohavice – 29 ha (31 ha)

- Holanský rybník – 25 ha (28 ha)
- Držník – 14 ha (8 ha)
- Jílovka – 11 ha (13 ha)
- Hradčanský rybník – 11 ha (8 ha)
- Radvanecký rybník – 8 ha (9 ha)

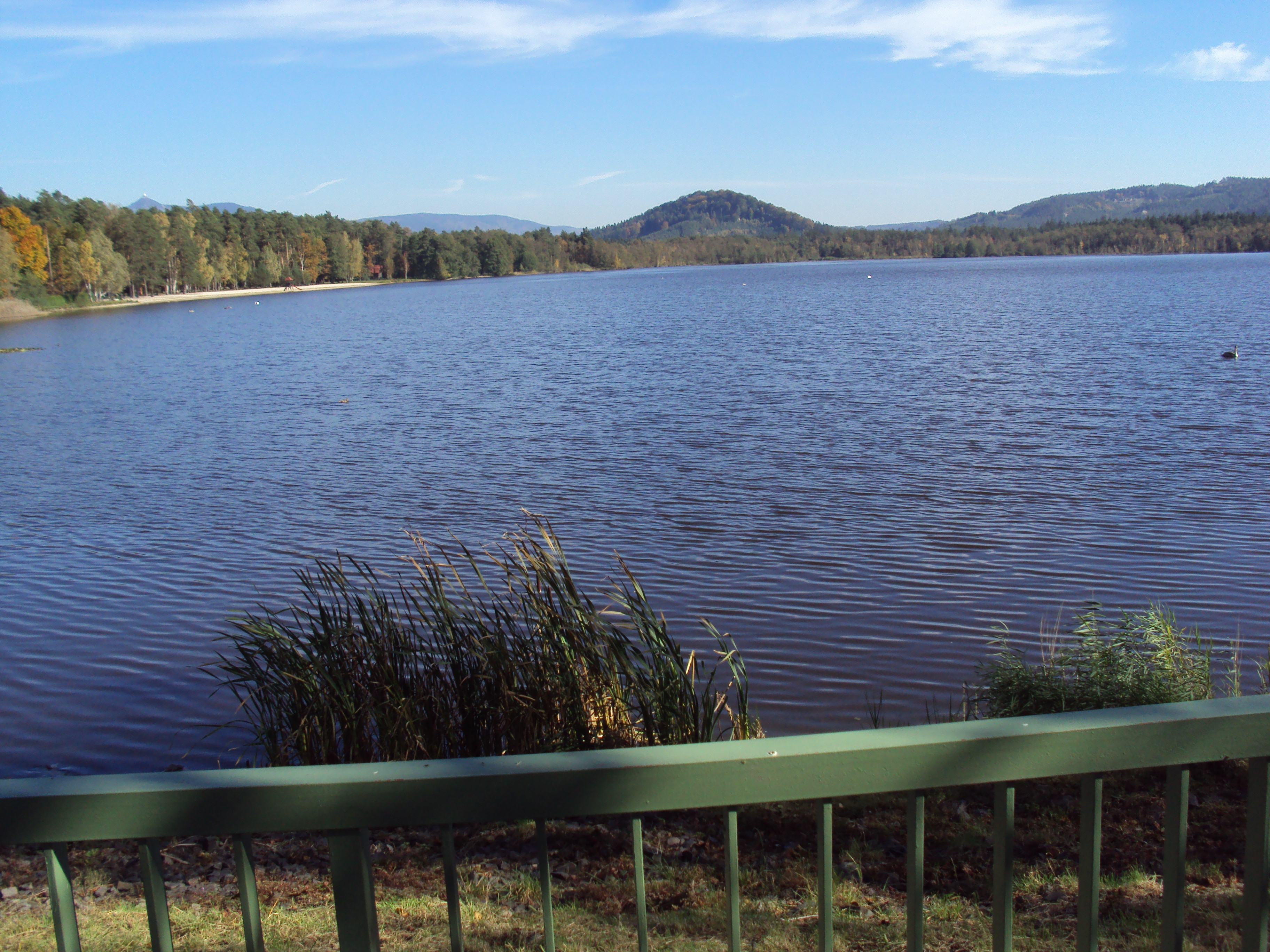
Hamerský rybník

- Hrázský rybník, též Mlýnský – 13 ha (9 ha)
- Červený rybník (Pihel) – 9 ha (9 ha)
- Cvikovský rybník, též Kunratický – 9 ha (7 ha)
- Koňský rybník – 9 ha (7 ha)
- Pivovarský rybník u Pihelu – 8 ha (8 ha)
- Novodvorský I.Velký – 18 ha (8 ha)
- Rybník Peklo (Dubice) – 15 ha (8 ha)

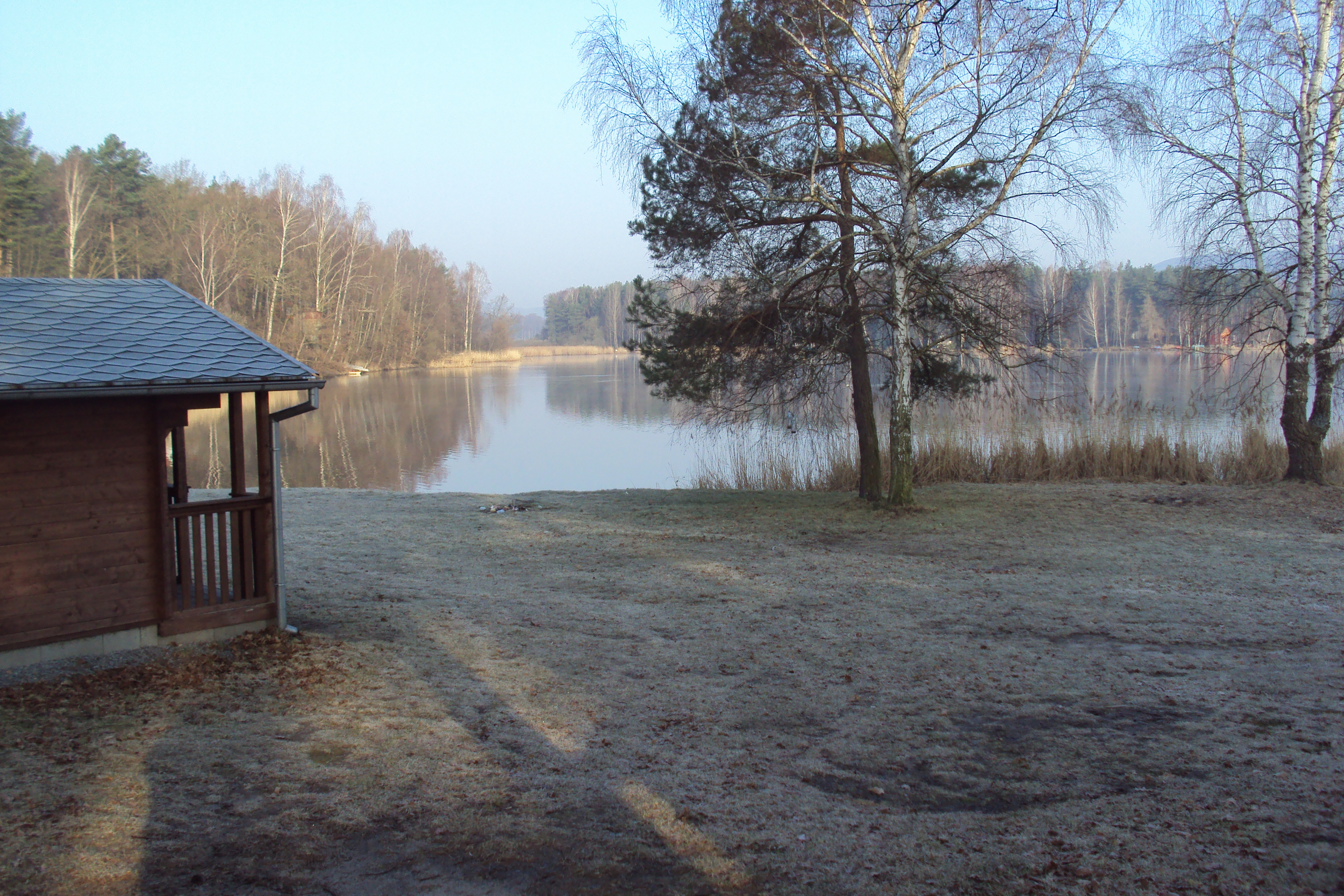
Milčanský rybník

- Metud – (7 ha)

### Okres Liberec
- Dubový rybník – 11 ha (8 ha)
- Markvartický rybník, též Markvart – 7 ha (7 ha)
- Chrastěná či Chrastná – 7 ha (7 ha)

### Okres Semily
- Rybník Věžák – 9 ha (7 ha)